# Epilabidocera longipedata
Epilabidocera longipedata är en kräftdjursart som först beskrevs av Sato 1913.  Epilabidocera longipedata ingår i släktet Epilabidocera och familjen Pontellidae. Inga underarter finns listade i Catalogue of Life.